# Освальд, Стивен Скот
Сти́вен Скот О́свальд (англ. Stephen Scot Oswald; род. 1951) — астронавт НАСА. Совершил три космических полёта на шаттлах: STS-42 (1992, «Дискавери»), STS-56 (1993, «Дискавери») и STS-67 (1995, «Индевор»), контр-адмирал ВМС США.

## Личные данные и образование

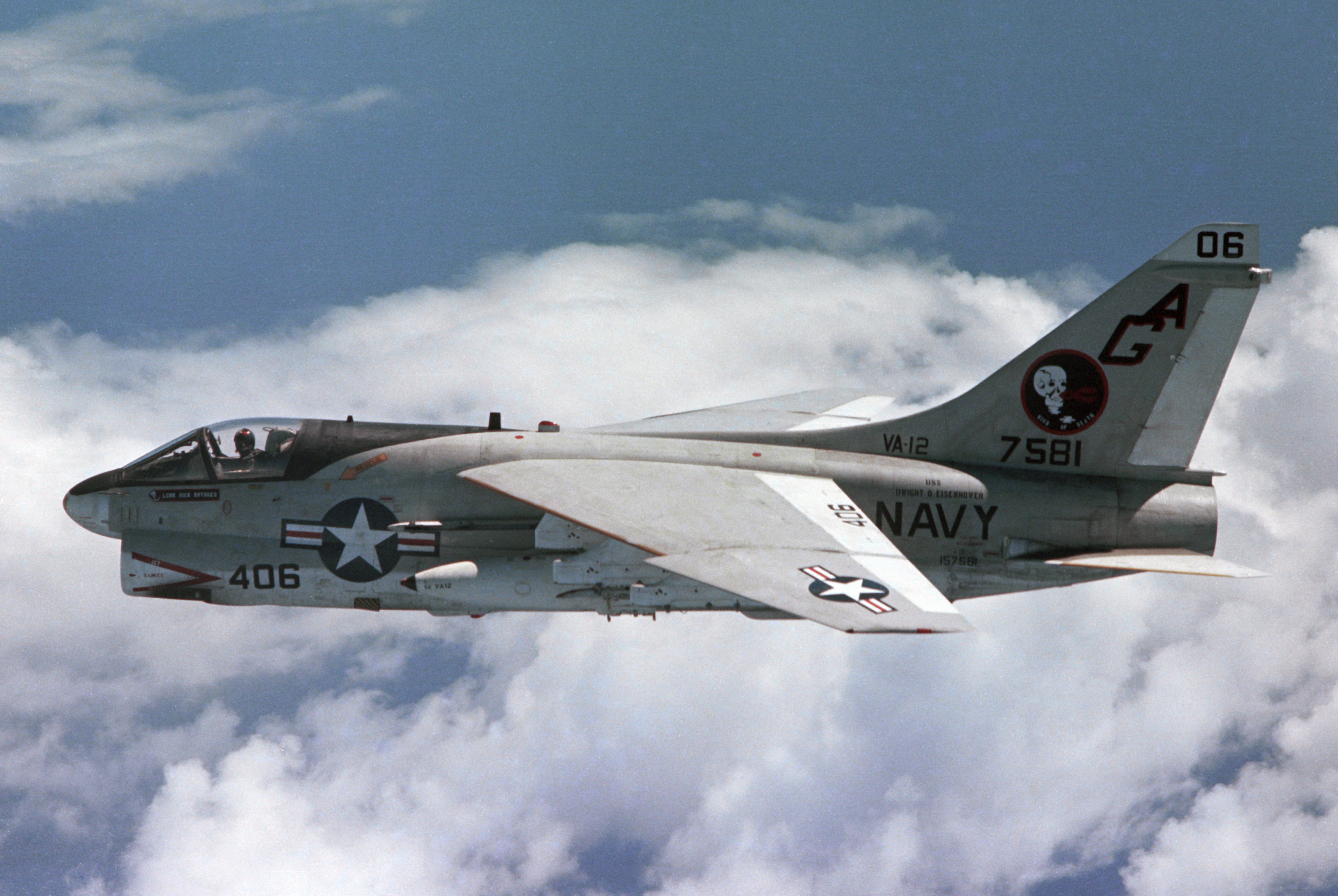
Самолёт А-7 в полёте.

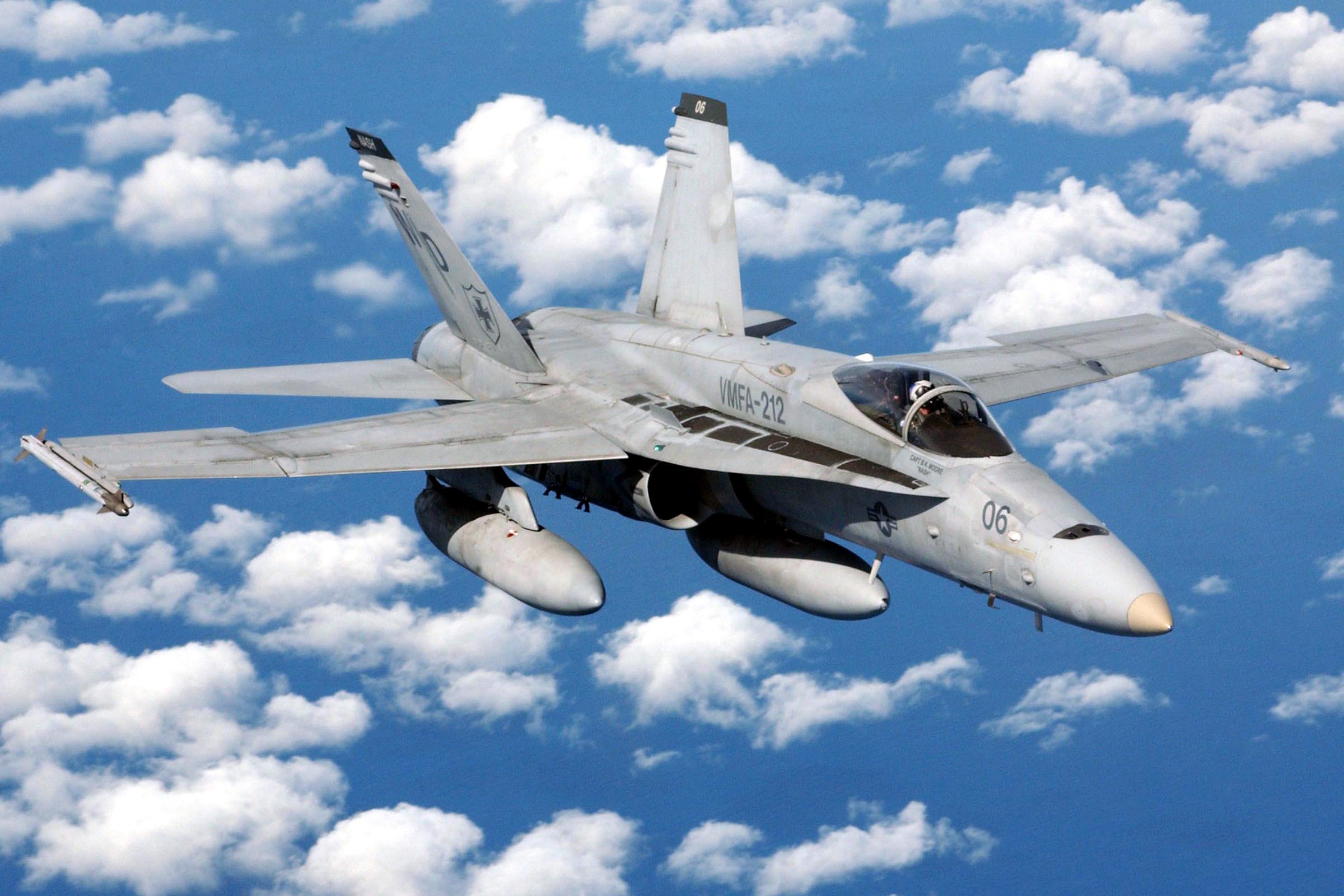
Самолёт F/A-18 Hornet в полёте.

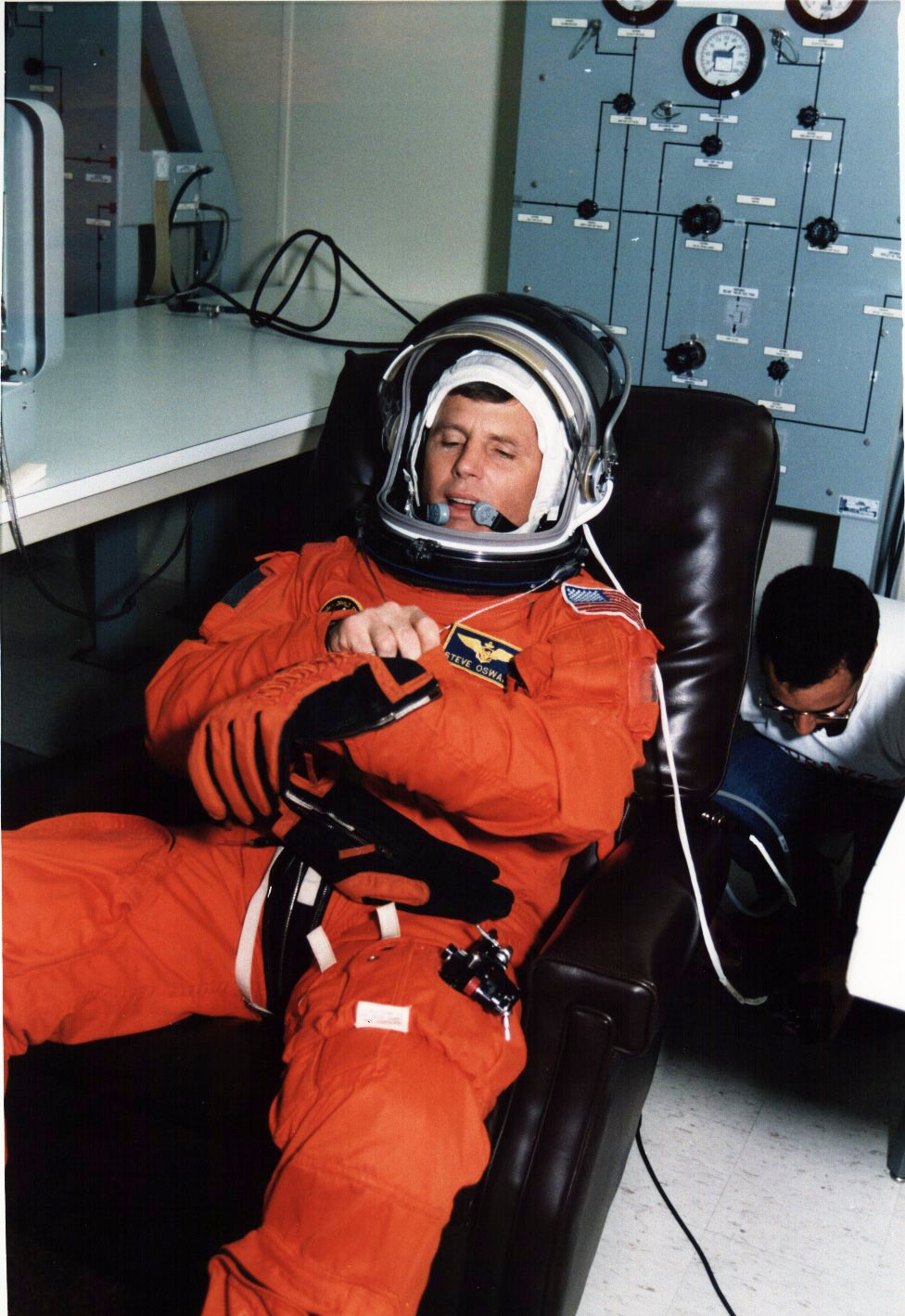
STS-67: Освальд перед стартом.

Стивен Освальд родился 30 июня 1951 года в городе Сиэтл, штата Вашингтон. Но своим родным считает город Беллингхэм, в том же штате, где в 1969 году окончил среднюю школу. Принимал активное участие в движении «Бойскауты Америки», достиг уровня «Скаут-Орёл». В 1973 году получил степень бакалавра наук в области аэрокосмическая техника в Военно-морской Академии США, в городе Аннаполис, штат Мэриленд.
Его родители, (оба — врачи), проживают в Беллингхэм. Он женат на Диане К. Колклош, она родом из города Фуллертон, Калифорния, у них трое детей: две дочери и сын — Моника, Джанна и Скотт. Он любит охоту, рыбалку, катание на лыжах, бадминтон и интересную работу.

## До НАСА
После окончания Военно-морской Академии США в 1973 году Освальд к сентябрю 1974 года прошёл обучение на военно-морского лётчика. После переподготовки, с 1975 по 1977 год, он служил на борту авианосца «Мидуэй», летал на самолётах А-7. В 1978 году Освальд повысил квалификацию в Школе военно-морских лётчиков на авиабазе Патаксент-Ривер, в штате Мэриленде. После окончания школы его направили в Морской испытательный центр для проведения лётных испытаний и их двигательных установок на самолётах А-7 и F/A-18 Hornet, где он прослужил до 1981 года. В дальнейшем он служил на авианосце Корал Си, а после нескольких походов подал в отставку с действительной военной службы военно-морского флота. Освальд пошёл работать гражданским лётчиком-испытателем в корпорацию «Вестингхаус Электрик». Находясь в резерве, контр-адмирал Освальд летал на самолётах F/A-18 Hornet и А-7 до 1988 года. Был назначен Директором отдела военно-морского флота в Пентагоне, по программе «Космические системы». Он имеет более 7 000 часов налета на более чем 40 различных типах самолётов.

## Подготовка к космическим полётам
Освальд пришёл в НАСА в ноябре 1984 года в качестве аэрокосмического инженера и преподавателя, а в июне 1985 года был выбран в качестве кандидата в астронавты. Его техническими заданиями в рамках подготовки к полётам были: тренировки экипажей астронавтов в Космическом Центре имени Кеннеди, штат Флорида, тестирование программного обеспечения в Лаборатории электронного оборудования шаттлов, был представителем НАСА при испытаниях модернизированных твердотопливных ракет-носителей в Космическом Центре Маршалла, был оператором связи в Центре управления полетами во время предыдущих космических полётов шаттлов. Он также был помощником Директора по разработкам в Космический Центр имени Джонсона в Хьюстоне, штат Техас.

## Полёты в космос
- Первый полёт — STS-42[3], шаттл «Дискавери». C 22 по 30 января 1992 года в качестве «пилота». Экипаж шаттла провёл пятьдесят пять основных научных экспериментов в специальном модуле, который был сконструирован инженерами и исследователями из одиннадцати стран. В «Международной лаборатории микрогравитации-1» проводились исследования влияния микрогравитации на рост белков и полупроводниковых кристаллов, а также в области материаловедения, медицины и биологии. Были проведены два военно-прикладных эксперимента для министерства обороны США. Главная задача этих двух экспериментов — изучение воздействия низкой гравитации на живые организмы и оценка вероятности генетических изменений в длительных пилотируемых межпланетных полётах. Продолжительность полёта составила 8 суток 1 час 16 минут[4].
- Второй полёт — STS-56[5], шаттл «Дискавери». C 8 по 17 апреля 1993 года в качестве «пилота». Полёт был посвящён изучению озонового слоя атмосферы над северным полушарием с помощью лаборатории ATLAS-2. Её название является акронимом от Atmospheric Laboratory for Applications and Science (Лаборатория для фундаментальных и прикладных исследований атмосферы). Также экипаж шаттла вывел на орбиту научно-исследовательский спутник SPARTAN (англ. Shuttle Pointed Autonomous Research Tool for Astronomy) для наблюдения солнечной короны. После двух суток автоматической работы аппарата, он был захвачен манипулятором шаттла и возвращён в грузовой отсек «Дискавери»[6]. Во время полёта STS-56 астронавтам «Дискавери» впервые удалось связаться с орбитальной станцией «Мир» с помощью радиолюбительских средств связи. Продолжительность полёта составила 9 дней 6 часов 9 минут.[7].
- Третий полёт — STS-67[8], шаттл «Индевор». Со 2 по 18 марта 1995 года, на то время — самый длительный полёт шаттла, в качестве «командира корабля». Продолжение медико-биологических исследований и астрономических наблюдений. Астронавты благополучно приземлились на авиабазе Эдвардс в Калифорнии. Продолжительность полёта составила 16 суток 15 часов 8 минут[9].

Общая продолжительность полётов в космос — 33 дня 22 часа 30 минут.

## После полётов
Ушёл из отряда астронавтов и из НАСА в январе 2000 года. В 2000 году он вернулся на действительную военную службу, служил в Вашингтоне, в Пентагоне.

## Награды и премии
Награждён: Медаль «За космический полёт» (1992, 1993 и 1995), Орден «Легион почёта», Крест лётных заслуг (США), Медаль похвальной службы (США), Медаль «За выдающееся лидерство» (дважды), и многие другие.